# Криворожский металлургический колледж
Криворожский металлургический колледж — среднее специальное учебное заведение, профессиональный колледж в городе Кривой Рог.

## История
Основан 5 мая 1959 года как Криворожский вечерний металлургический техникум. Открыт для обеспечения Криворожского металлургического завода специалистами среднего звена: техниками-металлургами, техниками-электриками, техниками-механиками и создания условий для получения среднего образования без отрыва от производства инженерно-техническим работникам, рабочим ведущих профессий завода.
В плане первого приёма на обучение было 240 человек и передача техникуму контингента 120 заочников, обучавшихся по утверждённым для техникума специальностям: «доменное производство», «производство стали», «прокатное производство», «оборудование металлургических заводов», «эксплуатация промышленного железодорожного транспорта», «электрооборудование промышленных предприятий и установок».
9 марта 1965 года реорганизован в Криворожский металлургический техникум с дневным и вечерним отделениями.
В сентябре 1965 года техникум переехал в новый Центральный корпус № 1 (ул. Семашко, 4), который начал строиться в ноябре 1963 года. Строительство учебно-производственного корпуса № 2 начато в феврале 1965 года и окончено в октябре 1966 года. В октябре 1969 года начато строительство общежития, которое сдано в эксплуатацию в декабре 1970 года.
В 1987 году вечернее отделение было реорганизовано в заочное, техникум переведён в подчинение Министерства промышленности УССР.
14 марта 1997 года техникум передан из Министерства промышленности в ведение Министерства образования.
20 июня 1997 года Криворожский металлургический техникум ликвидирован и на его базе создан Криворожский техникум Государственной металлургической академии Украины. С 29 сентября 1999 года — Криворожский техникум Национальной металлургической академии Украины.
Ликвидирован 13 ноября 2023 года путём слияния с профессиональным колледжем «Политехника» и Криворожским техническим профессиональным колледжем в Технологический профессиональный колледж Государственного университета экономики и технологий.

## Характеристика
На 1969 год обучалось 1500 человек. Техникум имел хорошо оборудованную учебную базу: новый учебный корпус, лаборатории, электромонтажную, сварочную и термическую мастерские, оборудованный электронными машинами класс, библиотеку, спортзал. Техникум готовил специалистов по доменному, стальному и прокатному производству, оборудованию заводов черной металлургии, электрооборудованию промышленных предприятий, тепловозному хозяйству.
Директора:
- Петров Виталий Борисович (29.08.1959 — 26.07.1983);
- Федоренко Вячеслав Леонидович (29.07.1983 — март 1993);
- Почапский Дмитрий Григорьевич (с 1 апреля 1993).

Среди выпускников были Герои Социалистического Труда Милий Толстобров (1966—1969, производство стали), Анатолий Сторожук (1970—1973, заочное отделение); Герой Украины Михаил Короленко (1978—1981), видные деятели металлургической промышленности Александр Ляшенко (1970—1973, производство стали).